# Wilhelm Burgsmüller
Wilhelm Burgsmüller (* 18. Januar 1932 in Dortmund; † 8. April 2025) war ein deutscher Fußballspieler. Der zumeist als rechter Verteidiger im damals gebräuchlichen WM-System eingesetzte Spieler absolvierte von 1952 bis 1963 in der erstklassigen Fußball-Oberliga West bei Borussia Dortmund 222 Ligaspiele (1 Tor) und gewann mit dem BVB dreimal in den Jahren 1956, 1957 und 1963 die deutsche Fußballmeisterschaft. Er vertrat die Farben von Borussia Dortmund am Premierentag der neuen Fußball-Bundesliga am 24. August 1963 beim Startspiel bei Werder Bremen. Insgesamt wird er in der BVB-Statistik mit 283 Pflichtspieleinsätzen geführt.

## Sportliche Laufbahn

### Nationale Wettbewerbe
Der rechte Außenverteidiger Willi Burgsmüller spielte von 1951 bis 1965 bei Borussia Dortmund. Die gesamte Jugendzeit und die ersten Erfahrungen im Seniorenbereich hatte er zuvor bei Westfalia Huckarde in der Bezirksklasse gesammelt. Der Beginn beim BVB verlief schleppend, erst in der Saison 1952/53 kam er zu seinem Debüt in der Oberliga West: Am letzten Rundenspieltag, den 26. April 1953, lief er bei einem 1:1-Auswärtsremis beim Meidericher SV in der Ligaelf von Borussia Dortmund als rechter Außenläufer an der Seite von Paul Koschmieder und Erich Schanko auf. Die Borussen wurden westdeutscher Meister, Burgsmüller kam aber in der anschließenden Endrunde um die deutsche Fußballmeisterschaft nicht zum Einsatz. Zum Startspiel der Runde 1953/54, am 9. August 1953, wiederum beim MSV, lief er aber bei einem 0:0 auf und kam in dieser Runde auf 19 Einsätze. Als er in seiner dritten Oberligasaison, 1954/55, am 5. September 1954 bei einer 1:3-Auswärtsniederlage bei Bayer Leverkusen, den Ehrentreffer für die Borussia erzielte, konnte noch niemand ahnen, das dies sein einziger Torerfolg für den BVB in den nächsten zehn Jahren sein sollte. 1956 und 1957 gewann er mit der Borussia unter Trainer Helmut Schneider zweimal hintereinander zuerst die Meisterschaft in der Oberliga West und zusätzlich die deutsche Meisterschaft. In der Saison 1960/61 zog er mit dem westdeutschen Vizemeister erneut in die Endrunde ein und scheiterte unter Trainer Max Merkel erst mit seinen Mannschaftskameraden im Endspiel am 24. Juni in Hannover gegen den neuen deutschen Meister 1. FC Nürnberg. Im letzten Jahr der alten erstklassigen Oberliga, 1962/63, erreichte Dortmund unter Trainer Hermann Eppenhoff erneut in der Oberliga West die Vizemeisterschaft. Burgsmüller hatte in der Oberliga 27 Spiele absolviert.
In der Endrunde bildete er mit Lothar Geisler vor Torhüter Bernhard Wessel das sichere Schlussdreieck. Herausragend waren seine Duelle mit den Flügelstürmern Alfred Heiß (München 1860), Gert Dörfel (Hamburger SV) und im Finale dann gegen Heinz Hornig vom 1. FC Köln. Durch den 3:1-Erfolg konnte er zum Ende seiner Karriere noch einen dritten Meistertitel hinzufügen, diesmal als Kapitän der Mannschaft. Er war neben Jockel Bracht der einzige Borussenspieler, der bei allen drei Meisterschaften in der Finalmannschaft stand. Burgsmüller über diese Zeit:„Wir haben für unseren Verein gelebt. Kameradschaft und Freude am Spiel waren die Grundlagen für unsere Erfolge.“
In der Saison 1963/64 gehörte Burgsmüller noch dem Bundesligakader der Borussia Dortmund an und absolvierte 19 Bundesligaspiele (kein Tor). Er gehörte auch dem BVB-Team an, dass am 24. August 1963 beim SV Werder Bremen mit einer 2:3-Niederlage das Kapitel Bundesliga eröffnete. Unmittelbar vor dem Rundenstart war der Senior mit Dortmund im DFB-Pokal 1963 nach einem 2:0-Heimerfolg im Halbfinale in das Pokalendspiel eingezogen. Am 14. August 1963 verlor er aber mit seinen Mannschaftskollegen das Finale in Hannover mit 0:3 gegen den Hamburger SV. Am 29. Spieltag, dem 5. Mai 1964, bei einem 5:2-Heimerfolg gegen den Hamburger SV, bestritt er sein letztes Bundesligaspiel.

### Europacupspiele
In der Saison 1956/57 debütierte Burgsmüller mit Dortmund im Europacup der Meister gegen Spora Luxemburg. Den großen Fußball lernte er in den zwei folgenden Spielen gegen das Team von Matt Busby, Manchester United, kennen. Im nächsten Jahr, 1957/58, ragten die zwei Begegnungen gegen AC Mailand heraus. Als Senior erlebte er in der Saison 1963/64 großartige Auftritte in den Spielen gegen Lyn Oslo, Benfica Lissabon und FK Dukla Prag. Insbesondere der 5:0-Heimsieg am 4. Dezember 1963 gegen Benfica mit seinen Duellen gegen den internationalen starken Linksaußen António Simões und das 4:0 in Prag am 4. März 1964 gegen das von Josef Masopust angeführte Dukla-Team waren Höhepunkte seiner erfolgreichen Laufbahn als Fußballer. Obwohl 1964/65 in der Bundesliga bereits nicht mehr eingesetzt, spielte Burgsmüller in diesem Spieljahr noch eine Partie für den BVB im Messe-Cup. Im Zweitrundenrückspiel ging es für Burgsmüller wie schon Mitte der 1950er-Jahre gegen Manchester United. Das 0:4 in England besiegelte das nach der 1:6-Heimpleite fast schon feststehende Aus final.

## Weiterer Werdegang
Der gelernte Schreiner wurde nach seiner Spielerkarriere Magazin-Verwalter bei den Stadtwerken Dortmund. Bis 1991 spielte Burgsmüller in der Traditionsmannschaft des BVB und war auch als Jugendtrainer bei den Schwarz-Gelben im Einsatz. Willi Burgsmüller gehörte dem Ältestenrat von Borussia Dortmund an. Im Alter von 93 Jahren verstarb die Vereinsikone im Frühjahr 2025.

## Trivia
Willi Burgsmüller war weder verwandt noch verschwägert mit seinem Namensvetter Manfred Burgsmüller, der ebenfalls für den BVB spielte.
Besondere Bekanntheit erlangte ein Foto von Burgsmüller, als er nach der dritten Meisterschaft 1963 mit einem blutdurchtränkten Kopfverband die Meisterschale hochhielt. Grund war eine Kopfplatzwunde, die er sich während des Spiels bei einem Zweikampf zugezogen hatte.
Eine von Bundestrainer Sepp Herberger im Herbst 1956 avisierte Nominierung für die deutsche Nationalmannschaft scheiterte an einer schweren Meniskusverletzung Burgsmüllers. Im Jahr 1965 wurde Burgsmüller nach einer Knöchelverletzung zum Sportinvaliden erklärt.
Burgsmüller war verheiratet und lebte mit seiner Frau in Dortmund.

## Titel und Erfolge
- 3× Deutscher Meister: 1955/56, 1956/57, 1962/63
- 1× deutscher Vize-Meister: 1960/61
- 1× DFB-Pokal-Finalist: 1963